# Observatoire d'Arcetri
L'Observatoire d'Arcetri (Osservatorio Astrofisico di Arcetri) est un observatoire astronomique professionnel italien appartenant à l'Istituto nazionale di astrofisica. Il est situé à Arcetri, à l'orée de la ville de Florence, en Italie, le quartier même de  la maison de réclusion de Galilée (Villa le Gioiello). L'observatoire tient son origine d'une annexe au Muséum de physique et d'histoire naturelle de Florence créé par le Grand-duc de Toscane Pierre Léopold Ier de Toscane à la fin du XVIIIe siècle. Sur le site de l'observatoire se trouve une tour de 25 m de haut, abritant un spectrohéliographe de 4 m de focale.

## Directeurs
- Antonio Abetti (1848-1928)
- Giorgio Abetti (1882-1982) jusqu'en 1957